# Thang Rankine
| | từ Thang Rankine          | sang Thang Rankine          |
| --- | ------------------------- | --------------------------- |
| Celsius | [°C] = [K] − 273.15       | [K] = [°C] + 273.15         |
| Fahrenheit | [°F] = [K] × 9⁄5 − 459.67 | [K] = ([°F] + 459.67) × 5⁄9 |
| Rankine | [°R] = [K] × 9⁄5          | [K] = [°R] × 5⁄9            |
| For temperature intervals rather than specific temperatures, 1 K = 1°C = 9⁄5°F = 9⁄5°R So sánh giữa các thang đo nhiệt độ |                           |                             |

Rankine (/ˈræŋkɪn/) là một nhiệt độ nhiệt động lực học dựa vào một thang tuyệt đối đặt tên theo kỹ sư và nhà vật lý học đại học Glasgow William John Macquorn Rankine, người đưa ra nó năm 1859. (thang Kelvin được đưa ra lần đầu năm 1848.)
Ký hiệu của độ Rankine là °R (hoặc °Ra nếu cần để phân biệt nó từ thang Rømer và Réaumur). Do tương tự với kelvin, một số tác giả thường gọi đơn vị này là rankine, bỏ đi ký hiệu độ. Không độ ở cả thang Kelvin và Rankine đều là nhiệt độ không tuyệt đối, nhưng một độ Rankine được định nghĩa là bằng với một độ Fahrenheit, thay vì bằng với một độ Celsius như độ Kelvin. Nhiệt độ −459,67 °F là đúng bằng với 0 °R.
Viện Tiêu chuẩn và Kỹ thuật quốc gia Hoa Kỳ khuyến cáo không sử dụng ký hiệu độ khi chú thích Rankine trong các xuất bản.
Một số nhiệt độ quan trọng liên kết thang Rankine đến các thang nhiệt độ khác được đưa ra ở bảng dưới đây.
|                                                                             | Kelvin     | Celsius    | Fahrenheit   | Rankine      |
| Nhiệt độ không tuyệt đối (định nghĩa)                                       | 0 K        | −273,15 °C | −459,67 °F   | 0 °R         |
| Nhiệt độ đóng băng của nước muối (theo định nghĩa (chỉ ở thang Fahrenheit)) | 255,37 K   | −17,78 °C  | 0 °F         | 459,67 °R    |
| Nhiệt độ đóng băng của nước                                                 | 273,15 K   | 0 °C       | 32 °F        | 491,67 °R    |
| Điểm ba trạng thái của nước (theo định nghĩa)                               | 273,16 K   | 0,01 °C    | 32,018 °F    | 491,688 °R   |
| Nhiệt độ bay hơi của nước                                                   | 373,1339 K | 99,9839 °C | 211,97102 °F | 671,64102 °R |